# Cshö Unszong
Cshö Unszong (hangul: 최은성, handzsa: 崔殷誠, RR: Choi Eun-sung; 1971. április 5. –) dél-koreai válogatott labdarúgókapus. 

## Pályafutása

### Klubcsapatban
1995-ben a Kookmin Bank csapatában kezdte a pályafutását. 1995 és 1996 között a Szangmu FC játékosa volt, ekkor a sorkatonai szolgálatát töltötte. 1997 és 2011 között a Tedzson Hana Citizen kapuját védte. 2012 és 2014 között a Jeonbuk Hyundai Motors együttesében szerepelt. 

### A válogatottban
2001 és 2002 között 1 alkalommal játszott a dél-koreai válogatottban. Részt vett a 2001-es konföderációs kupán és 2002-es világbajnokságon.

## Sikerei, díjai
Jeonbuk Hyundai Motors
- Dél-koreai bajnok (1): 2014